# Danell Leyva
Danell Johan Leyva González (Cárdenas, Matanzas, 30 de octubre de 1991) es un gimnasta estadounidense de origen cubano. Es especialista en barras paralelas y barra horizontal.

## Biografía
Danell Leyva nació el 30 de octubre de 1991 en Matanzas, Cuba. Es hijo de Johan Leyva y María González. Desde pequeño vivió con su madre y su padrastro Yin Álvarez (ambos miembros del equipo cubano de Gimnasia), quien es también su entrenador. Su familia se mudó a Estados Unidos siendo él aún muy pequeño. Tiene una hermana llamada Dayanis Mesa, presentadora de un programa de televisión español. Danell reside en Miami, Florida.
En 2009, a la edad de 17 años, se convirtió en el miembro más joven del equipo nacional Senior de Estados Unidos, ganando la medalla de oro en barra horizontal y medalla de plata en barras paralelas. Fue elegido como uno de los cuatro gimnastas para competir en el Campeonato Mundial de Gimnasia de 2009, llevado a cabo en Londres. Calificó para la final de barra horizontal donde quedó en cuarta posición.
Después de ser medallista en el Winter Cup, fue seleccionado como parte del equipo varonil para competir en el Pacific Rim Championships de Melbourne 2010. Obtuvo títulos individuales, así como medalla de bronce en Aros. También clasificó para la final individual y caballo con arcos, quedando en séptimo lugar en ambos eventos. Compitió en el Visa Championships donde obtuvo medalla de oro en barras paralelas y medalla de plata en individual. Fue elegido para competir en el Campeonato Mundial de Gimnasia de 2010 en Róterdam, donde ayudó a posicionar al equipo estadounidense en cuarta posición en la final y obteniendo la clasificación a la final de barra horizontal, en la cual terminó en quinto lugar.
En el Visa Championships en St. Paul, venció al actual campeón nacional y medallista mundial de bronce en All-Around, Jonathan Horton; también ganó en barras paralelas y barra horizontal. Posteriormente fue elegido para ser parte del equipo nacional que se llevó la medalla de bronce en el Campeonato Mundial de Gimnasia de 2011 en la ciudad de Tokio. También participó en el Abierto Mexicano de Gimnasia Acapulco 2011, ganando la medalla de oro en el campeonato varonil, al sumar 89.350 puntos.
Ganó en varias pruebas en el Winter Cup, quedó en primer lugar en el American FIG World Cup, celebrado en la ciudad de Nueva York. Quedó en segundo lugar en el all-around en el Visa National Championships en St. Louis, justo detrás de John Orozco. Compitió en los Olympic Gymnastics Trials en San José, California, donde quedó en primer lugar con sus calificaciones combinadas. Días después del evento se anunció la selección oficial en la que John Orozco y Danell Leyva se unirían al equipo que representaría a Estados Unidos en los Juegos Olímpicos de Londres 2012 junto a Jonathan Horton, Sam Mikulak y Jacob Dalton. En este evento, obtuvo la medalla de bronce en el all-around individual.

## Vida personal
En noviembre de 2020 salió del armario como persona bisexual/pansexual.